# 仲本
仲本（1464年—？年），字與立，直隸揚州府高郵州寶應縣人，明朝政治人物。

## 生平
順天府鄉試第一百十四名舉人。弘治三年（1490年）中式庚戌科會試第二百七十二名，二甲第二十三名進士。授刑部主事，五年九月以事贬府通判，遷嚴州府同知，十三年正月升廣西按察司佥事，丁憂服闋，十七年十月復除河南佥事，正德二年（1507年）十二月升陕西副使，四年十二月官至陕西按察使。五年八月以劉瑾之黨降三级，降调两浙盐运司同知。

## 家族
曾祖仲恭；祖父仲旺，贈尚寶司御；父仲蘭，太醫院院使。母楊氏（封宜人）。重庆下。弟仲棐（禮部主事）。